# Шоссе 5 (Израиль)
Шоссе 5, или Транс-самарийская дорога (ивр. (כביש חוצה שומרון) כביש מס' 5)‎) — одна из главных автодорог Израиля. Она связывает средиземноморское побережье северного Тель-Авива с городом Ариэль, и другие израильские населенные пункты центрального Шарона.
Шоссе 5 пересекает важнейшие транспортные артерии Израиля: Прибрежное шоссе (Шоссе 2), шоссе Аялон (Шоссе 20), шоссе Геа (Шоссе 4) и Транс-израильское шоссе (Шоссе 6, шоссе Ицхака Рабина). К западу от «Зелёной черты» шоссе 5 является скоростным. К востоку от «Зелёной черты» шоссе проходит в обход арабских поселений до Ариэля.

## Перекрёсткииразвязки

Шоссе 5 близ развязки Восточный Рош ха-Аин

| Километр | Название                                           | Тип | Расположение                 | Пересечение дорог   |
| -------- | -------------------------------------------------- | --- | ---------------------------- | ------------------- |
| 0        | מחלף גלילות מערב (Западная развязка Глилот)        |     | Тель-Авив                    | Шоссе 2             |
| 1        | מחלף גלילות מזרח (Восточная развязка Глилот)       |     | Тель-Авив                    | Шоссе 20            |
| 3        | מחלף הכפר הירוק (Развязка ха-Кфар-ха-Ярок)         |     | Рамат-ха-Шарон               | Шоссе 482           |
| 6        | מחלף מורשה (Развязка Мораша)                       |     | Рамат ха-Шарон               | Шоссе 4             |
| 8        | מחלף תקווה (Развязка Тиква)                        |     | Петах Тиква, кладбище Яркон  | Ул. Завулон Хаммер  |
| 11       | מחלף ירקון (Развязка Яркон)                        |     | Петах Тиква, Од ха-Шарон     | Шоссе 40            |
| 15       | מחלף קסם (Развязка Кесэм)                          |     | Рош ха-Аин                   | Шоссе 6 / Шоссе 444 |
| 17       | מחלף ראש העין מזרח (Развязка Восточный Рош-ха-Аин) |     | Новый Рош ха-Аин, Кафр-Касем | Шоссе 5050          |
| 21       | מחלף שער שומרון (Развязка Шаар-ха-Шомрон)          |     |                              | Шоссе 505           |
| 33       | מחלף ברוכין (Развязка Брухин)                      |     |                              | Шоссе 446           |
| 35       | מחלף ברקן (Развязка Баркан)                        |     | Баркан                       | Шоссе 4765          |
| 37       | צומת גיתי (Перекрёсток Гитаи)                      |     | Ариэль                       | Шоссе 505           |
| 40       | ивр. צומת אריאל‎ (Перекрёсток Ариэль)               |     | Ариэль                       | Шоссе 505           |